# シュ・シン
シュ・シン（Shu Sin、在位：紀元前2037年 - 紀元前2029年）は、ウル第3王朝の第4代王である。兄弟であるアマル・シンを倒して王位を得た。名前は「シン神の人」の意。一般にウル第3王朝はシュメール系の王朝とされているが、彼の名前はアッカド語であり、メソポタミアにおけるアッカド語の普及を示す。

## 来歴
先々王シュルギの息子として生まれた（シュメール王名表ではアマル・シンの息子）。彼はエラム方面の軍事司令官として東部の都市デールに駐留していたが、王位についたアマル・シンと対立し、紀元前2040年頃までには反乱を起こした。アマル・シンの王妃アビシムティなどを味方に付けることに成功したシュ・シンは、紀元前2038年頃アマル・シンを倒して王位を獲得した。
王位についたシュ・シンはすぐに困難に直面した。紀元前2034年北西部の属国シマヌムが反乱を起こした。シュ・シンはこれを鎮圧したが、西からはアムル人の侵入が次第に勢いを増し、東ではエラムのザブシャリ国とスウ国を中心に反乱が発生した。
シュ・シンはアムル人に対応するために北西にムリク・ティドニム（ティドニムを阻止する物の意）と呼ばれる城壁を建設する一方（ティドニムはアムル人の部族ディドニム族を指す）、東でエラムの反乱を鎮圧して王朝を保った。
彼の死後、息子でありウル第3王朝最後の王なるイビ・シンが跡を継いだ。